# Königlich ungarische Geologische Anstalt

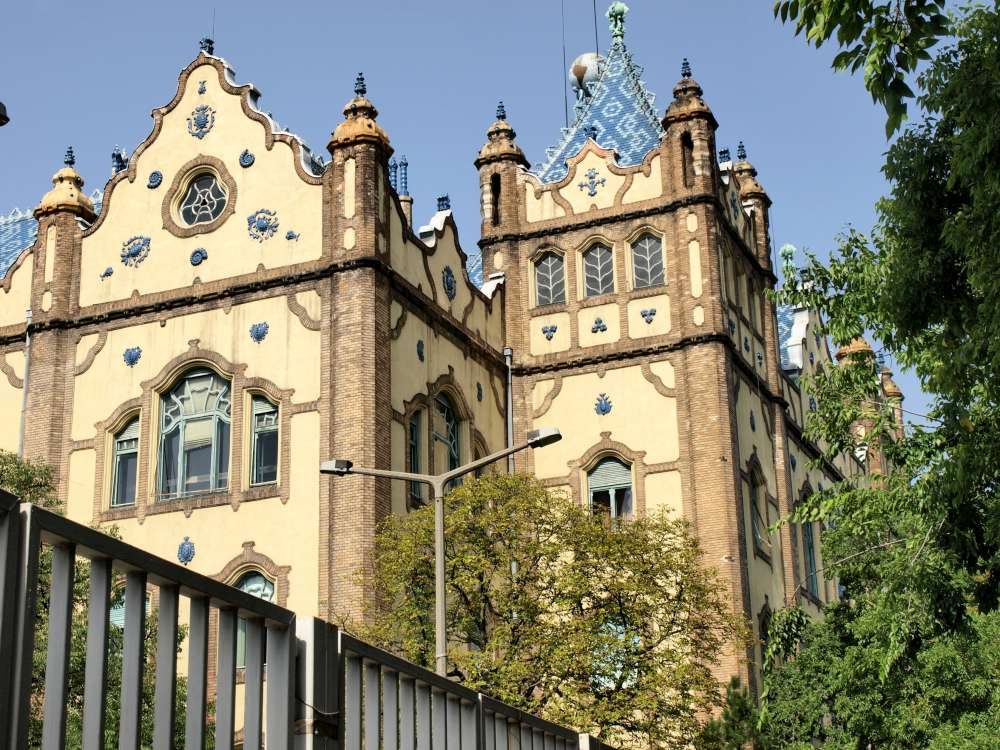
Gebäude der Anstalt

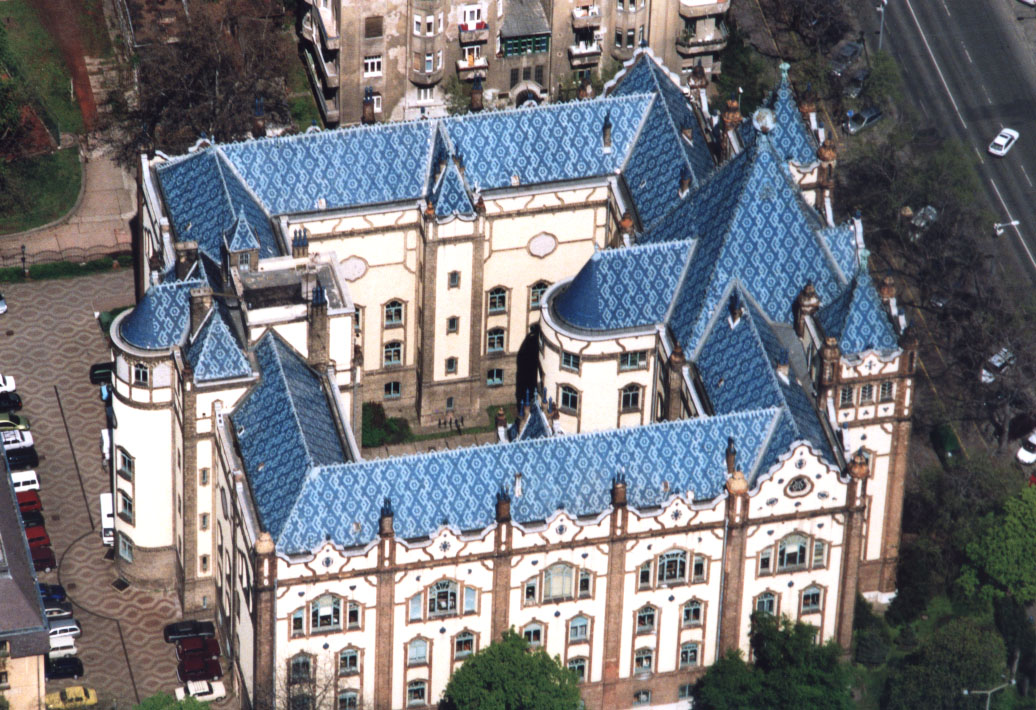
Luftbild

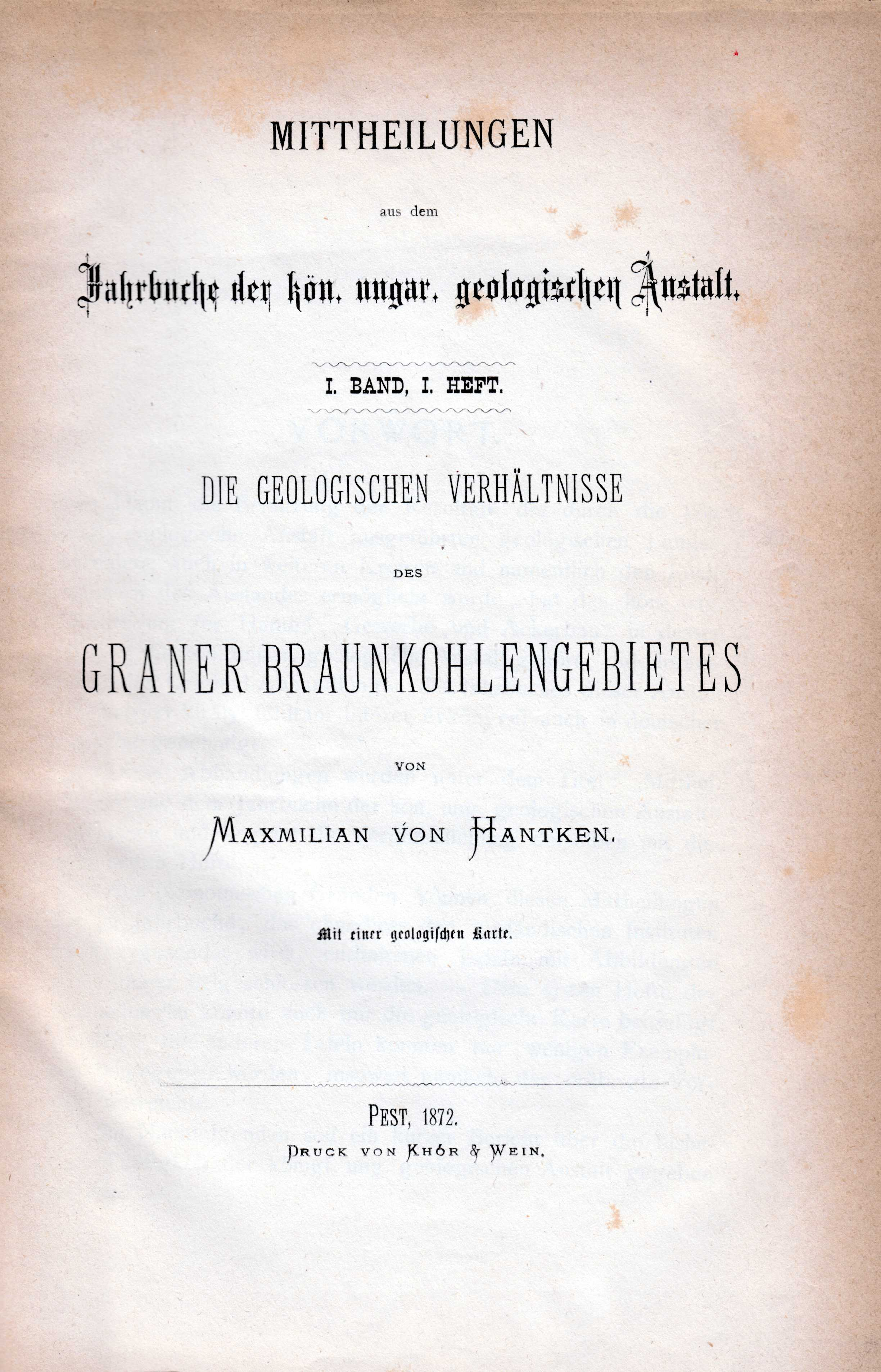
Titelblatt der Mittheilungen, erster Jahrgang

Die königlich ungarische geologische Anstalt (ungarisch Magyar Királyi Földtani Intézet) in Pest war nach dem Österreichisch-Ungarischen Ausgleich von 1869 bis 1918 die zweite geologische Anstalt in Österreich-Ungarn. Das historische Behördengebäude liegt an der Stefánia útca Nr. 14 im XIV. Bezirk von Budapest.
Aktueller Nachfolger der Einrichtung ist das Ungarische Geologische und Geophysikalische Institut (Magyar Földtani és Geofizikai Intézet, MFGI).

## Geschichte
Die k. ungarische geologische Anstalt wurde von König Franz Joseph I. am 18. Juni 1869 gegründet. Der Errichtung ging eine Arbeitsgruppe voraus, die zusammen mit kartierenden Geologen aus Wien die geologische Landesaufnahme im Königreich Ungarn konzipierte und im Juli 1868 durch den k. ungarischen Minister für Ackerbau, Industrie und Handel Stefan Gorove in ihr Amt berufen wurde.
Der erste Präsident war Maximilian Hantken, der mit Franz von Hauer, dem Leiter k.k. geologische Reichsanstalt in Wien, eng befreundet war. Aber bereits 1870 lehnte das ungarische Ministerium eine weitere Hilfe aus Wien ab. So wurde die geologische Kartierung in Oberungarn, der heutigen Slowakei, kurzfristig eingestellt. Ab dem Jahr 1871 führte die ungarische Anstalt die Arbeiten allein weiter und legte den Schwerpunkt auf die geologische Kartierung von Transdanubien. Ein regelmäßiger Austausch der geologischen Kartenblätter zwischen Budapest und Wien wurde aber weiterhin durchgeführt.
Gemeinsam mit der Ungarischen Geologischen Gesellschaft wurde die Herausgabe der Földtani Közlöny (Geologische Mittheilungen) begonnen. Dabei wird auch über geologische Arbeiten aus Wien stammender aber Ungarn betreffend referiert, wie von Wilhelm Ritter von Haidinger, Emil Tietze, Guido Stache und andere. Besonders der Geologe Gustav Tschermak war interessant, da er zahlreiche Arbeiten über Ungarn erstellte.
Nachdem Hantken im Jahr 1882 zum ersten Professor der Paläontologie der Universität Budapest ernannt worden war, übernahm Johann Böckh als sein Nachfolger die Leitung der Anstalt. Böckh war zudem korrespondierendes Mitglied der Ungarischen Akademie der Wissenschaften. Direktor blieb Böckh bis 1908. Unter ihm wurde das Verhältnis zur k.k. geologischen Reichsanstalt nach Wien wieder entspannter.
Im Jahr 1896 fand in Budapest anlässlich der Tausendjahrfeierlichkeiten der ungarischen Landnahme ein Millenniumskongress für Bergbau, Hüttenkunde und Geologie in Budapest statt. Sämtliche Vorträge wurden neben der ungarischen Sprache auch in Deutsch und Französisch gedruckt. Das ist insofern bemerkenswert, da die Verwendung anderer Sprachen als Ungarisch immer wieder als „unpatriotisch“ vermieden oder zumindest diskutiert wurde.
1899 wurde ein neues Gebäude an der Stefánia útca für die Anstalt vom ungarischen Jugendstilarchitekten Ödön Lechner erbaut.
Der Bruch mit Wien war aber all die Jahre zu bemerken. So wurde der IX. Internationale Geologenkongress 1903 in Wien fast durchwegs von allen Mitgliedern der Ungarischen Geologischen Anstalt boykottiert. Nur wenige Geologen nahmen daran teil.
In den Jahren 1904 bis 1910 war Antal Koch der Präsident der geologischen Anstalt.
Während des ungarischen Königreichs (1920–1946) trug die Anstalt ausschließlich den ungarischen Namen Magyar Királyi Földtani Intézet.